# Mohrita
La mohrita és un mineral de la classe dels sulfats, que pertany al grup de la picromerita. Rep el seu nom de Karl Friedrich Mohr (1806-1879), de qui va ser anomenat originalment el compost sintètic un cop descobert.

## Característiques
La mohrita és un sulfat de fórmula química (NH₄)₂Fe²⁺(SO₄)₂(H₂O)₆. Cristal·litza en el sistema monoclínic. La seva duresa a l'escala de Mohs oscil·la entre 2 i 2,5. Forma una sèrie de solució sòlida amb la boussingaultita, en la que el ferro es va substituint per magnesi.
Segons la classificació de Nickel-Strunz, la mohrita pertany a «07.C - Sulfats (selenats, etc.) sense anions addicionals, amb H₂O, amb cations de mida mitjana i grans» juntament amb els següents minerals: krausita, tamarugita, kalinita, mendozita, lonecreekita, alum-(K), alum-(Na), tschermigita, lanmuchangita, voltaïta, zincovoltaïta, pertlikita, amoniomagnesiovoltaïta, kröhnkita, ferrinatrita, goldichita, löweïta, blödita, niquelblödita, changoïta, zincblödita, leonita, mereiterita, boussingaultita, cianocroïta, niquelboussingaultita, picromerita, polihalita, leightonita, amarillita, konyaïta i wattevil·lita.

## Formació i jaciments
Va ser descoberta a Travale, al municipi de Montieri, situat a la província de Grosseto (Toscana, Itàlia). També ha estat descrita en altres indrets europeus, així com al Canadà i a Nova Zelanda.